# Staphidiastrum
Staphidiastrum là chi thực vật có hoa trong họ Mua.